# AEG 12X
Die 12X ist eine von der AEG als Universallokomotive für Güter- und Schnellzugverkehr 1994 gebaute Versuchs- und Vorführlokomotive, die bei der Deutschen Bahn und anderen EVU als 128 001 bis 2010 in Betrieb war und heute im Eisenbahnmuseum Weimar ausgestellt ist.

## Geschichte
Die Lokomotive wurde 1994 im ehemaligen LEW-Werk Hennigsdorf mit der Fabriknummer 22500
gebaut und der Deutschen Bahn zu ausführlichen Testfahrten überlassen, wobei sie für eine Höchstgeschwindigkeit von 250 km/h zugelassen wurde. Auf einem Rollenprüfstand erreichte die 12X bei bester Laufruhe und überragendem Komfort sogar 330 km/h. Das Design des Lokkastens mit Falten in der Front orientierte sich an einem Entwurf, den LEW für die geplante Drehstromlokomotive Baureihe 255 der DR gefertigt hatte.
Bei der DB wurde die Maschine unter der Baureihenbezeichnung 128 eingereiht, blieb aber in AEG-Eigentum. Es ging beim Bau der Lok um eine eventuelle Nachfolgebaureihe der Baureihe 120. Daher auch die Bezeichnung 12X, wobei das X für eine Ziffer zwischen 1 und 9 steht.
Nachdem die Schienenfahrzeugabteilung von AEG 1996 mit derjenigen von ABB zur ABB Daimler-Benz Transportation fusionierte, wurde die Lok im September desselben Jahres in das ehemalige ABB-Werk Zürich Oerlikon überführt. Dort erhielt die Lokomotive eine neue elektrische Ausrüstung mit IGBT-Stromrichtern und neuer MITRAC Leittechnik, nur die Hilfsbetriebe und die Bremsanlage wurden von der bestehenden Lok übernommen.
Im Februar 1997 wurde die Lok wieder in Betrieb genommen. Nach ausgiebigen Erprobungen wurde sie vom Bahnbetriebswerk der DB Cargo in Nürnberg aus eingesetzt, gelangte von dort dann in den Adtranz-Lokpool und wurde im Herbst 2000 kurzzeitig von der BASF aus Ludwigshafen vor Güterzügen nach Ruhland und Basel eingesetzt. Sie erlitt bald darauf einen Defekt, wurde aber repariert und als Versuchslokomotive zur Erprobung neuer Technologien genutzt. Bei Bedarf wurde sie auch weiter vermietet.
Die 12X gehörte nach der Übernahme von Adtranz durch Bombardier Transportation dem Bombardier-Lokpool an und wurde zuletzt noch für Versuchsfahrten in der Schweiz zusammen mit Lokomotiven der Traxx-Plattform eingesetzt.
Die 12X kehrte zum 100-jährigen Bestehen des Bombardier-Werkes Hennigsdorf im September 2010 an ihren Ursprungsort zurück. Dort wurde sie im Rahmen der Feierlichkeiten für die Dauer einer Woche ausgestellt. Danach verblieb sie im Werk als Ausstellungsstück.
Im Februar 2014 wurde die 12X nach Weimar gebracht, wo sie als Dauerleihgabe von Bombardier Transportation beim Thüringer Eisenbahnverein verbleibt und im Eisenbahnmuseum Weimar als rollfähiges Ausstellungsstück ausgestellt ist.

## Technik
Die 12X war nach dem Umbau durch Adtranz in der Schweiz eine der ersten Lokomotiven mit IGBT-Stromrichtern mit einer Leistung von über 6000 Kilowatt. Viele technische Detaillösungen der 12X wurden in den Lokomotiven der Bombardier Traxx-Plattform und anderen Bombardier-Fahrzeugen wiederverwendet. Die Leittechnik der Baureihen 146 und 146.0 sowie die Stromrichter der Baureihe 185.2 basieren auf der Technik, welche in der 12X erprobt wurde. Fahrmotoren und Einzelachsantrieb wurden für die ganze Traxx-Plattform übernommen.

### Elektrischer Teil
Der Haupttransformator befindet sich im Untergestell zwischen den beiden Drehgestellen. Er verfügt über vier Traktionswicklungen und je eine Wicklung zur Versorgung der beiden Hilfsbetriebe und der Zugsammelschiene. Die Hilfsbetriebewicklung speist die beiden 120-kVA-Hilfsbetriebeumrichter. Die beiden Traktionsstromrichter, einer pro Drehgestell, befinden sich direkt über dem Transformator auf beiden Seiten des Mittelgangs, um die elektrischen Verbindungen so kurz wie möglich zu halten und eine symmetrische Gewichtsverteilung zu gewährleisten. In den Stromrichtern waren die Halbleiter auf leicht austauschbaren Modulen angeordnet. Jedes Modul bestand aus zwei wassergekühlten GTO-Thyristoren, den Elementen der zugehörigen Löschschaltung und den antiparallelen Dioden. Durch die Verwendung von GTOs konnten die Löschschaltungen im Vergleich zu normalen Thyristoren vereinfacht werden. Zwei der Module in jedem Umrichter arbeiteten als Vierquadrantensteller zwischen jeweils einer Primärwicklung und dem Gleichspannungszwischenkreis. Drei weitere Module arbeiteten als Wechselrichter, die die beiden Motoren eines Drehgestells dreiphasig mit variabler Spannung und variabler Frequenz versorgten und eine Einzelachssteuerung ermöglichten. Eine Version des Moduls für den Einsatz als Gleichstromsteller für Bahnen mit Gleichstromoberleitung war ebenfalls vorgesehen. Für die Traktionssteuerung war die Lokomotive mit der Leittechnik GEATRAC II mit 32-Bit-Mikroprozessoren ausgestattet, die hardwareunabhängige Software-Updates ermöglichte.
Bei der Modernisierung der Lokomotive durch Adtranz im Jahr 1997 wurden die GTO-Stromrichter durch ebenfalls wassergekühlte IGBT-Stromrichter und die GEATRAC-Leittechnik durch MITRAC-Leittechnik von Adtranz ersetzt.

### Mechanischer Teil
Die 12X war mit neu entwickelten GEALAIF-Achsantrieben ausgerüstet, wobei GEA auf AEG verweist, indem die umgedrehte Reihenfolge des Firmenkürzels verwendet wurde und LAIF für Lokomotiv-Antrieb mit integriertem Fahrmotor stand. Die Motorankerwelle ist mit der Ritzelwelle des Achsantriebs durch eine elastische, aber dreh- und radialsteife Membrankupplung verbunden. Die Hauptinnovation des GEALAIF-Konzepts besteht darin, dass die Ritzelwelle nicht nur auf der Motorseite, sondern auf beiden Seiten von Lagern getragen wird. Diese Lösung reduziert die Biegemomente sowohl an der Ritzel- als auch an der angeschlossenen Ankerwelle und ermöglicht so die Größen- und Massenreduzierung beider. Die Integration von Achsantrieb und Motor beinhaltete auch die Umkehrung des Durchflusses der Luftkühlung, wobei die kalte Luft auf der Achsantriebsseite des Motors nach unten strömt, um auch das Ritzel zu kühlen. Der Achsantrieb treibt den Radsatz über eine Kardanwelle an und bildet einen Hohlwellenantrieb.
Der Radstand des Drehgestells ist mit 2600 mm kürzer als bei ähnlichen Lokomotiven, um Kräfte und Verschleiß insbesondere in Bögen zu reduzieren. Vor den Laufversuchen standen die Ingenieure der Deutschen Bahn dem Design angesichts von Problemen beim ABB Flexifloat-Prototyp mit einem Radstand von 2650 mm, der in der Versuchslokomotive 752 004 eingebaut wurde, skeptisch gegenüber. Auf dem Rollprüfstand und bei Serientests zeigte sich jedoch ein stabiler Lauf. Die Primärfederung verwendet Metallschraubenfedern, die Sekundärfederung die Flexicoil-Aufhängung. Die Zugkräfte werden über geneigte Zug- und Druckstangen zwischen Drehgestell und Lokkasten übertragen. Beim Lokkasten handelt es sich um eine Leichtbaukonstruktion, mit der die 12X mit 84 t die leichteste Lokomotive ihrer Leistungsklasse sein sollte. Die tatsächliche Masse der fertigen Lokomotive betrug 85,9 t im Betriebszustand. Untergestell und die Seitenwände des Maschinenraums bestehen als strukturtragende Teile aus Stahl. Die Dächer, Führerhäuser und die Verkleidung des mittig unter dem Wagenkasten angeordneten Transformators sind aus Kunststoff und Verbundwerkstoffen hergestellt, die auf den Stahlrahmen geklebt wurden. Die geneigte Dachkante geht in die geneigten Enden der Seitenwände über, die über die Fronten hinausragen und Windklappen bilden, die die Stabilität bei Tunnelein- und -ausfahrten, Zugbegegnungen und der Vorbeifahrt an Bahnsteigen in Bahnhöfen erhöhen sollen.

## Anstrich
Ursprünglich trug die 128 001 eine Werbeaufschrift der AEG, danach Werbungen für UNICEF, Adtranz und Bombardier.

## Modelle
In Spur H0 wurden Modelle aller Beschriftungsvarianten von Märklin angeboten, teilweise auch in Gleichstromausführung.
In Spur N gab es Modelle von Fleischmann und Minitrix.